# Ponca (Nebraska)
Ponca é uma cidade localizada no Estado americano de Nebraska, no Condado de Dixon.

## Demografia
Segundo o censo americano de 2000, a sua população era de 1062 habitantes.
Em 2006, foi estimada uma população de 1046, um decréscimo de 16 (-1.5%).

## Geografia
De acordo com o United States Census Bureau, a localidade tem uma área de 1,8 km², sem área coberta por água.

## Localidades na vizinhança
O diagrama seguinte representa as localidades num raio de 20 km ao redor de Ponca.